# Taró-völgyi-patak
A Taró-völgyi-patak az Északi-Bükk területén ered, Nagyvisnyótól keleti irányban, Mályinkától délnyugati irányban több kisebb vízfolyás összefolyásából. A patak forrásától kezdve észak felé halad, majd Nagyvisnyótól keletre a Szilvás-patakba torkollik.

## Lefolyása
A Nagyvisnyótól délkeletre fekvő hegyvidék kőzeteiből eredő forrásokból kiáramló felszíni vízfolyások egyesüléséből létrejött Taró-völgyi-patak északi irányú lefolyást biztosít a környék számára. Útja során előbb keresztülfolyik Nagyvisnyó és Mályinka külterületén, majd a két község közt beletorkollik a Szilvás-patakba. A patak a Lázbérci-víztározó vízgyűjtőjén található.

## Part menti települések
A patak partján közvetlenül nem található lakott település. Közelében fekszik Nagyvisnyó és Mályinka.